# 마이클 비클
마이클 비클 ( Michael Leloy Bickle; 1955년 7월 17일 )은 미국의 복음주의 기독교리더로 아이합( 국제 기도의 집)의 설립자이다.

## 아이합
마이클 비클이 설립한 이 단체는 캔사스 시티에 위치하며 전세계의 기독교인들을 끌어 모아 함께 일년내내 쉬지 않고 기도하는 집회를 가졌다.  1982년에 빈야드 운동의 존 윔버가 동역을 하였다.  그들은 자신들을 예언자라고 부르며,  은사주의를 강조하고 기적을 나타내는 것을 보여 줌으로 자신들의 능력을 드러내었다.

## 비판
그는 밥 존스를 칭찬하였으며, 그와 함께한 동역자들이 성추행에 연루되었다.  또한 빌 존슨과 함께 한 것도 비판의 대상이 되었다.